# Роговое (Кировская область)
Роговое — село в Слободском районе Кировской области в составе Закаринского сельского поселения.

## География
Находится на расстоянии примерно 35 км по прямой на восток-юго-восток от районного центра города Слободской.

## История
Село известно с 1710 года как погост Роговской. В 1764 году в селе Роговском учтено 32 жителя. В 1873 году в селе Роговское (Павловский завод) учтено дворов 163 и жителей 537, в 1905 14 и 44, в 1926 40 и 127, в 1950 91 и 164. В 1989 году проживало 260 человек. Каменная Сретенская церковь построена была в 1797 году (ныне руинирована).

## Население
Постоянное население составляло 393 человека (русские 94 %) в 2002 году, 283 — в 2010.